# Песенка
«Песенка» (также известна как «Песенка (Ла-Ла-Ла)») — песня российской танцевальной техно-поп-группы «Руки Вверх!». Песня в жанре Eurodance с альбома Сделай погромче!.

## История
Песня на русском языке впервые появляется в 1998 году в альбоме «Сделай погромче!». Женский вокал исполняет сессионная вокалистка группы «Руки вверх» — Елизавета Роднянская, она же исполняет песню в своих выступлениях. После нескольких совместных выступлений Жуков и Потехин объявили ей, что она плохо смотрится на сцене. В дальнейшем под фонограммы с её голосом открывали рот танцовщицы Настя Кондрыкинская и Ирина Томилова.
Лиза Роднянская, в 2015 году в интервью «ЭГ»:

После того как меня показали в одной из телепередач про «Руки вверх!», неожиданно позвонил Серёга Жуков и предложил выступить в его концертах в Москве и Питере. Мы вместе с ним записали и исполнили новую версию «Песенки».

Алексей Потехин, в 2017 году в интервью «Собеседнику»:

— Мы с Серёгой тогда просто занимались тем, что действительно любили делать, музыка была для нас всем, — ностальгирует артист. — И нам многие завидовали: мы приезжали в любой город и все девчонки были нашими. Самое интересное, что из всех двухсот тридцати песен, которые мы написали, всех интересовали только самые простые. «Ла-ла-ла-ла, весь день я напеваю» — на таких песнях мы прославились.

В 2000 году песня была издана на 20 месте второго диска «TURBO DANCE MIX VOL.2» совместно со своим англоязычным кавером «Around The World» (о нём ниже), изданном на 1 месте первого диска, а также такими исполнителями как Бритни Спирс, Scooter и Bomfunk MC’s.
Немецкий продюсер Алекс Кристенсен сделал кавер-версию для группы ATC. Так появилась на свет композиция «Around The World», возглавившая хит-парады центральной Европы. А когда же «Руки вверх!» получили авторские за эту композицию, то, по словам Жукова, они «заработали на одной песне больше, чем за все предыдущие годы».
Солист группы «Руки вверх» Сергей Жуков летом 2015 года рассказал в интервью 59.ru:

— Помните, когда вы заработали свой первый миллион?
— Помню, конечно: с продажи песни на Запад. Это была та самая песня «Ла-ла-ла-ла-ла весь день я напеваю…». Мне позвонили и назвали цифру за неё, я трижды переспросил, посмеялся и сказал: «Ну ладно». На счёт пришло больше миллиона долларов. До этого я пять лет по сорок концертов в месяц давал и ни разу столько не зарабатывал, а тут за одну песню столько! Потрясение моё было поистине велико. На полученные деньги я купил квартиру. Предлагал родителям переехать в Москву, но они согласились только на новую машину и на ремонт в старой квартире.

Осенью того же 2015 года в интервью изданию Republic Жуков сказал следующее:

Если бы «Руки вверх» развивалась в условиях западного рынка, мы бы с вами разговаривали в особняке на Беверли-Хиллз за $100 млн, а моё личное состояние приближалось бы к $1 млрд. Потому что в России со всех авторских обществ я получаю 180 тысяч рублей в год — 15 тысяч рублей в месяц, смешно. И, кстати, чтобы получить их, нужно звонить, писать, добиваться. А несколько лет назад мы продали права на сингл «Around the World» немецкой BMG — посмеялись ещё, что из всех песен они выбрали «Ля-ля-ля», и забыли. Через год с небольшим мне звонит пиарщик, который делал этот контракт, и показывает, что за это время авторских нам набежало на $860 тысяч. Я вначале подумал, что это они лишний ноль приписали или что ещё какая-то ошибка, но потом в течение трех лет мы получили с одной песни больше $1,5 млн.

За песню группа «Руки Вверх!» в 2000 году также получила от ATC в подарок панно с двумя «платиновыми» дисками.
По словам автора Telegram-канала «Русский шаффл» Олега Кармунина, «Песенка» до сих пор приносит Сергею Жукову около миллиона долларов в год. «Я думаю, это больше, чем авторские отчисления за все остальные песни „Рук вверх“» — написал музыкальный обозреватель.

## Известные каверы

### Версия ATC: «Around the World (La La La La La)»
«Around the World (La La La La La)», выпущенная в 2000 году немецкой группой в жанре Eurodance ATC, является всемирно известной англоязычной версией российского хита. Став первым синглом с дебютного же альбома Planet Pop, «Around the World» достигла #1 в Германии, Австрии и Швейцарии, вошла в Топ-20 в Австралии, Бельгии, Канаде, Нидерландах, Финляндии, Франции, Италии и Швеции, достигла #15 в британском чарте синглов и #28 на США  Billboard  Hot 100.
Позднее, в 2009 году, свой вариант песни «Around The World» выпустил американский рэпер Крис Вебби.

### Версия beFour: «Magic Melody»
В 2007 году вышел кавер песни от немецкой поп-группы beFour, основанной в Кёльне, под названием «Magic Melody» («Магическая мелодия»). Выход песни состоялся в 14 июня 2007 с измененным текстом и появляется в дебютном альбоме Befour «All 4 One». Песня достигает Топ-20 в Австрии, Германии и Швейцарии. Данный кавер был гораздо менее успешным на международном уровне по сравнению с оригинальной кавер-версией ATC.
Чарты
| Чарт (2007)            | Верхняя позиция |
| ---------------------- | --------------- |
| Austrian Singles Chart | 11              |
| Eurochart Hot 100      | 45              |
| German Singles Chart   | 16              |
| Swiss Singles Chart    | 14              |

Чарт по итогам года
| Чарт (2007)          | Позиция |
| -------------------- | ------- |
| German Singles Chart | 91      |

### Версия Каролины Маркес: «Sing La La La»
В 2013 году колумбийско-итальянская певица Каролина Маркес выпустила свой кавер на «Песенку» под названием «Sing La La La». Эта песня была выпущена в сборнике Kontor Top of the Clubs Vol. 58. Эта версия включает электронные вставки исполнителей Flo Rida и Дейл Сандерс, а также имеет дополнительные изменения в тексте и включение в жанре рэпа.. Сингл был выпущен в 2013 году и попал в чарты Австрии, Франции и Швейцарии.
Список треков
1. «Sing La La La» (E-Partment Short Mix)" (3:30)
2. «Sing La La La» (E-Partment Extended Mix) (4:40)

Чарты
| Чарт (2013)                    | Верхняя позиция |
| ------------------------------ | --------------- |
| Austrian Singles Chart         | 44              |
| SNEP French Singles Chart      | 81              |
| Hit Parade Swiss Singles Chart | 70              |

Сертификаты
| Регион                                                       | Сертификация | Продажи |
| ------------------------------------------------------------ | ------------ | ------- |
| Италия (FIMI)                                                | Золотой      | 15 000* |
| * Данные о продажах приведены только на основе сертификации. |              |         |

## Все версии
С момента своего выпуска в 1998 году «Песенка» увидела множество каверов, ремиксов и / или других версий, исполненных различными музыкантами из разных уголков мира с 2000 года и далее. Эти версии:
- Ruki Vverh! — Pesenka (La La La) (1998), оригинал песни
- ATC — Around the World (May 2000), всемирно известная кавер-версия оригинала, практически все последующие иностранные версии — каверы «Around the World».
- Naked 'Round the Block — Around the World (2000)
- Dkay.com — Around the World (La La La La La) (2000)[19][20]
- Jamaica Soundsystem — Around the World (2001)
- Audiosmog — Around the World (La La La La La) (2001)
- Max Raabe and Palast Orchester — Around the World (2001)
- beFour — Magic Melody (июнь 2007)
- Beat Ink — Around the World (декабрь 2007)
- 1.Kla$ & Лена — «Танцуй со мной» («Кто» Remix 2007)[21]
- Kollegah — Selfmade Hustler (2008)
- Chris Webby[англ.] — La La La (апрель 2009), трек появляется в его микстейпе «The White Noise LP».
- Teclado lindinho (2009)
- Kompulsor — Around the World (La La La) (2009)
- Auburn ft. Иаз — La La La (2010), релиз также фигурировала в чате Британских Виргинских островов
- Girlicious — 2 in the Morning (2010), был выпущен в третий сингл с второго альбома группы «Rebuilt[англ.]»
- JJ — My Life (2010)
- Евгений Холмский (2011) — на концерте в честь 15-летия группы «Руки Вверх»
- Chevy Woods[англ.] — She In Love (2011), этот трек появляется в его микстейпе «Red Cup Music».
- Kid Ink — Fastlane (2011)
- Zed Zilla and Young Dolph — I’m Blowin (2011)
- The Disco Boys — Around the World (2012)
- Pipes — Confession (2012)
- Oregonized — Around the World (2012)
- BenNY Blanko — Peace (Interlude) (2012)
- Gromee feat. Tommy Gunn and Ali Tennant — You Make Me Say (2012)
- Carolina Marquez ft. Flo Rida & Dale Saunders — Sing La La La (2013)
- Dorrough[англ.] ft. Wiz Khalifa — La La La (2013), трек был подготовлен музыкальными продюсерами Play-N-Skillz[англ.] и содержит дополнительные тексты в стиле рэп
- Bones — HeartagramAdios (2014)
- Marin Monster ft. Maître Gims — Pour Commencer (2014), сингл участвовал в чартах Франции.
- Metek — Le Plus Grand Fan De Metek (2014)
- Tradelove — Around the World (La, La, La) (2014)
- Black Smurf — King Smurf (2014)
- DJ Cassious — LaLaLa (2015)
- The Touch feat. Jackie Alise — Around the World (2016)
- Sound Of Legend — Sweet (La La La) (2017)
- Big Dope P — Presidential Pimpin (2017)
- Blacha — Pokerface (2018)
- Teabe — Lalala (2018)
- Alex Christensen feat. The Berlin Orchestra and Melanie C — Around the World (2018)
- Mount & Noize Generation — Around the World (2018)
- R3hab & A Touch Of Class — All Around The World (La La La) (2019)
- Eripe and Mario Kontrargument — Nienawiść W Rytmie Disco (2019)
- $avage Huracan — Around The World (Remix Summer 2020)
- Элджей, MORGENSHTERN — Lollipop (2020)
- Ava Max — My Head & My Heart (2020)
- Тони Раут — Опопсел (2021)
- Pitbull feat. IAMCHINO — Discoteca (2022)
- Braaheim — All Around The World (La La La La La) (2022)
- Semitoo feat. DJane Housekat & Ivan Fillini — Around The World (La La La) (2022)
- kets4eki feat. wujek - it goes around the world (2022)
- Dj Smash, Клава Кока — Пятница (2023)
- Peggy Gou — Nanana (It Goes Like) (2023)
- BassJackers — All Around The World (La La La La La) (2024)
- Pacani feat. Jessica Chertock — Around The World (La La La La La) (2024)
- 2hermanoz — Sommernacht (2024)

## Факты
- Песня группы ATC «Around The World» была использована в рекламном ролике для General Electric в Соединенных Штатах в начале 2002 года. Также песня была использована в рекламном ролике банка «ПСБ» с участием Сергея Жукова в 2022 году.